# St. Magdalena (Unterthürnau)

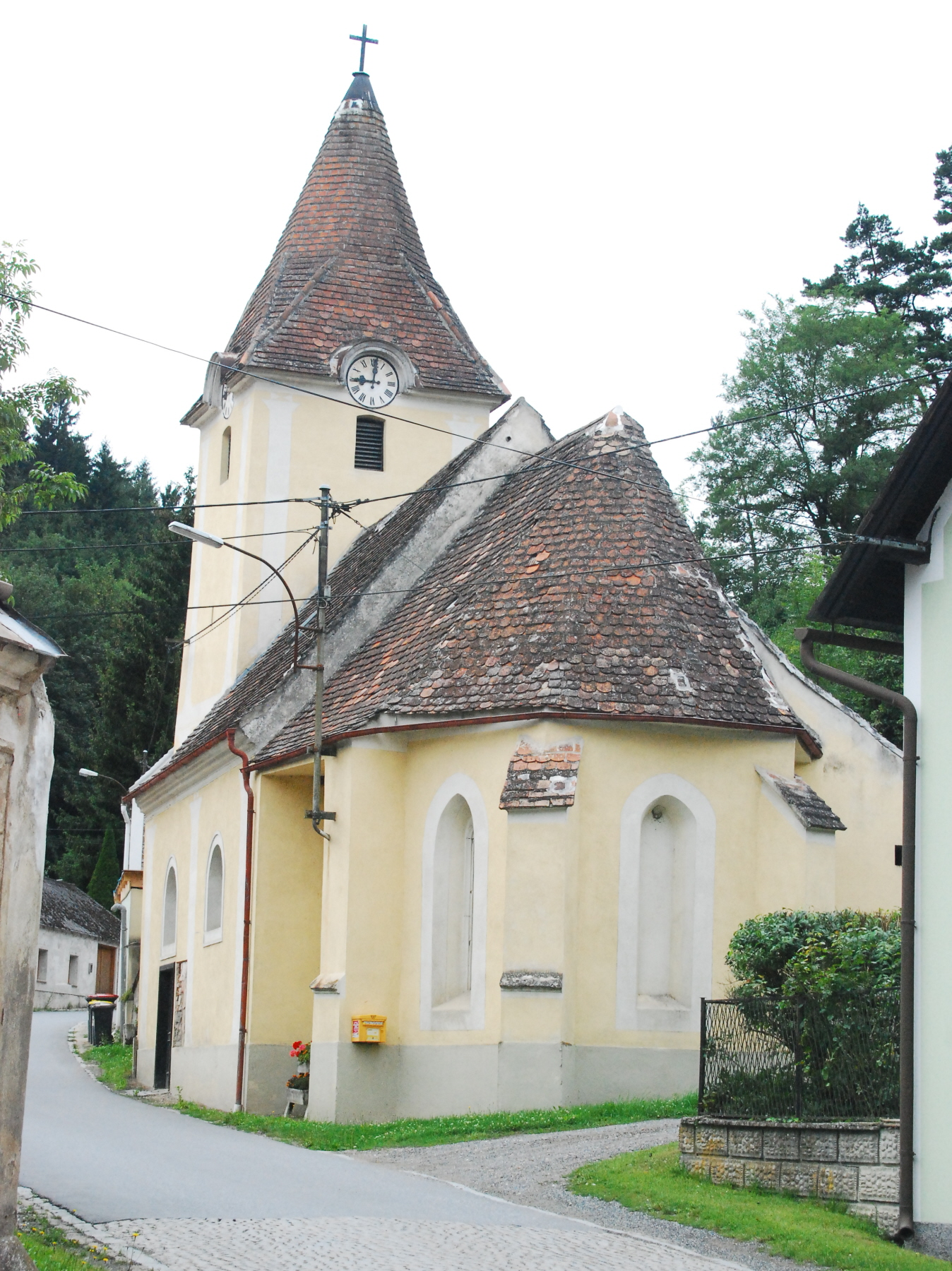
Ortskapelle Unterthürnau

Die römisch-katholische Ortskapelle St. Magdalena in der niederösterreichischen Ortschaft Unterthürnau wurde erstmals in einer Urkunde des 14. Jahrhunderts als Benefiziatenstiftung erwähnt, welche bis 1790 existierte. Danach wurde die Seelsorge der Pfarre Drosendorf übertragen. Die Kapelle steht unter Denkmalschutz (Listeneintrag).

## Äußeres
Der im Kern gotische Westturm stammt aus dem 16. Jahrhundert, das barockisierte Langhaus mit gotischem Chor von Anfang des 15. Jahrhunderts. Am Langhaus sind rundbogige Fenster zu sehen; südseitig Reste eines abgefasten gotischen Portalgewändes sowie eine in den Putz geritzte Gliederung des 17. Jahrhunderts. Der niedrige, eingezogene, einjochige Chor mit Fünfachtelschluss hat Strebepfeiler und Lanzettenfenster mit Dreipassmaßwerk. Nördlich ist eine barocke Sakristei angebaut. Der sich nach oben verjüngende Turm verfügt über Schartenschlitzte, Rundbogenfenster, Uhrengiebel und einen ziegelgedeckten Pyramidenhelm.

## Inneres
Der ursprünglich flach gedeckte Innenraum erhielt im 17. Jahrhundert eine Stichkappentonne mit auf breiten Pilastern ruhenden Gurtbögen. Die Westempore ist mit Malereien aus der ersten Hälfte des 18. Jahrhunderts versehen, unter anderem mit Darstellungen von Jesus Christus, Johannes Nepomuk, Maria mit Kind, Veronika und anderen Heiligen. Das Langhaus ist zum Chor durch einen spitzbogigen Triumphbogen geöffnet. Dieser verfügt über ein Kreuzrippengewölbe mit Schlussstein von Anfang des 15. Jahrhunderts. Die zum Teil fragmentierten Wandmalereien im Chor wurden ab Ende des 17. Jahrhunderts geschaffen. Der Knorpelwerkaltar wurde in Ädikulaform ausgeführt und trägt ein Aufsatzbild der Auferstehung aus der Zeit um 1670.